# Sri Menanti (Buay Pemaca)
Sri Menanti is een bestuurslaag in het regentschap Ogan Komering Ulu Selatan van de provincie Zuid-Sumatra, Indonesië. Sri Menanti telt 1601 inwoners (volkstelling 2010).